# Питър Уиър
Питър Линдзи Уиър (на английски: Peter Lindsay Weir) (роден на 21 август 1944 г.) е австралийски режисьор. Сред филмите, режисирани от него, са „Свидетел“ (1985), „Обществото на мъртвите поети“ (1989), „Зелена карта“ (1990), „Безстрашен“ (1993), „Шоуто на Труман“ (1998) и „Господар и командир“ (2003). 

## Избрана филмография
| година | филм                         | оригинално заглавие  | бележки |
| ------ | ---------------------------- | -------------------- | ------- |
| 1985   | Свидетелят                   | Witness              |         |
| 1989   | Обществото на мъртвите поети | Dead Poets Society   |         |
| 1990   | Зелена карта                 | Green Card           |         |
| 1998   | Шоуто на Труман              | The Truman Show      |         |
| 2003   | Господар и командир          | Master and Commander |         |